# Opius woerziphagus
Opius woerziphagus är en stekelart som beskrevs av Fischer 1967. Opius woerziphagus ingår i släktet Opius och familjen bracksteklar. Inga underarter finns listade i Catalogue of Life.